# Le Petit Livre rouge des écoliers et lycéens
Le Petit Livre rouge des écoliers et lycéens était un manuel pour étudiants publié sous le titre original Den lille røde bog for skoleelever en 1969 par deux professeurs et un psychologue danois : Bo Dan Andersen, Søren Hansen et Jesper Jensen (et en 1970 comme nouvelle édition revue et augmentée par Soren Hansen et Jesper Jensen). D'inspiration libertaire, il a été interdit dans de nombreux pays d'Europe.

## Historique
Le livre a surgi dans le contexte des mouvements sociaux de 1968 dans le monde ; il avait à peu près le format du Petit Livre rouge de Mao.
« Tous les adultes sont des tigres de papier » : ainsi commence la préface de ce manuel, reprenant à son compte la métaphore maoïste visant Tchang Kaï-chek et les États-Unis. Il encourageait les jeunes lecteurs de ne pas respecter les normes sociales considérées comme conservatrices ; à cette fin, il informait sur les drogues et la sexualité, donnant notamment des instructions pour la consommation de drogues et la masturbation.
Il a été traduit dans de nombreuses langues et interdit dans plusieurs pays (ou publié seulement dans une forme abrégée). La version française, publiée en 1971, de l'édition de 1970 a été interdite en France par le ministère de l'Intérieur en raison des informations concernant l'avortement (alors illégal) et la contraception. Les autres pays qui ont interdit (au moins temporairement) la vente et distribution du livre comprennent notamment le Royaume-Uni (où la Cour européenne des droits de l'homme s'est exprimée sur les mesures de censure), l'Italie et la Suisse (où une campagne politique contre l'importation du livre a été menée par Hans Martin Sutermeister - mais il ne fut qu'interdit aux moins de 18 ans).
En Suisse, l'Imprimerie CEDIPS (Coopérative d'Edition et de Diffusion de Publications Socialistes) de Lausanne qui publia l'ouvrage en français en décembre 1970 était liée à la Ligue marxiste révolutionnaire, section suisse de la IVe Internationale. À la suite de la plainte d'un pasteur, le responsable de l'imprimerie fut convoqué par un juge, mais l'affaire finit par un non-lieu. Quelques mois après la parution, la vente de l'ouvrage fut interdite aux moins de 18 ans, mais il avait déjà été largement diffusé en Suisse romande.
En Belgique, la version française de l'ouvrage fut publiée en 1971 par le réseau d'information jeunesse Infor Jeunes, à l'initiative de l'abbé Gustave Stoop, dans un numéro spécial du périodique de l'association intitulé « Table ronde à propos du petit livre rouge des écoliers et lycéens ». Gustave Stoop pris l'initiative de réunir différentes personnalités des milieux philosophiques, politiques et scientifiques autour de trois tables rondes afin de débattre de l'intégralité du contenu du livre. Cette initiative vaudra à l'abbé d'être attaqué par le journal d'extrême droite belge Nouvel Europe Magazine, qui qualifia Gustave Stoop de « prêtre rouge, pervertisseur de la jeunesse, marxiste, trotskyste ».

### Sources et bibliographie
- Andersen, Bo Dan & Hansen, Soren & Jensen, Jesper: Le Petit Livre rouge des écoliers et lycéens, CEDIPS, Lausanne, 1970. Traduit de : Den lille rode bog for skoleelever, 1969.
- Sophie Heywood, « L’affaire du Petit Livre rouge des écoliers et des lycéens », Revue de la BNF, vol. 60, no 1 « Ne les laissez pas lire ! Censure dans les livres pour enfants »,‎ 2020, p. 73-83 (lire en ligne)